# 优雅黄堇
优雅黄堇（学名：Corydalis concinna），为罂粟科紫堇属下的一个植物种。